# The Seventh Seal
The Seventh Seal (с англ. — «Седьмая печать») — третий студийный альбом американского рэпера Rakim, выпущенный 17 ноября 2009 года на лейбле SMC Recordings.
Считается альбомом возвращения рэпера после десятилетнего перерыва. На нём представлены синглы «Holy Are You» и «Walk This Streets». В записи альбома приняли участие рэперы Styles P, Jadakiss и Busta Rhymes, а также R&B-исполнители Maino, I.Q., Tracey Horton, Samuel Christian и дочь Ракима, Destiny Griffin. Альбом включает в себя продакшн от нескольких известных хип-хоп-продюсеров, включая Nottz, Needlz, Jake One и Nick Wiz.
Альбом дебютировал под номером 67 в чарте Billboard 200 и под номером 9 в чарте Top R&B/Hip Hop Albums в американском журнале Billboard. По данным Soundscan, за первую неделю в Соединённых Штатах было продано 12 тысяч копий альбома. После его выхода The Seventh Seal получил в целом смешанные или средние отзывы от большинства музыкальных критиков, основанные на совокупном балле 59/100 от Metacritic.

## Предыстория

### Запись
Оригинальное название для альбома было Oh, My God (с англ. — «О, Боже»), с первоначальной датой выпуска, установленной на 2002 год, но после этого он подписал контракт со звукозаписывающим лейблом Доктора Дре, Aftermath, из которого он в конце концов ушёл. Официальной причиной его ухода из Aftermath были творческие разногласия и различный стиль работы Дре и Ракима.
Покинув лейбл, Раким начал записывать новые песни для альбома, и Доктор Дре позволил ему сохранить песни, которые он изначально продюсировал для своего альбома.
Затем в 2007 году Раким решил записать совершенно новые песни для альбома. В интервью журналу Billboard 13 июля 2009 года, когда его спросили о том, содержит ли этот альбом какой-либо материал из неизданного альбома, который он сделал с Доктором Дре, он сказал: «Нет, этот материал пока заперт в лаборатории. Я представляю здесь Нью-Йорк, здесь всё новое».

## Музыка

### Концепция
В интервью с журналом Billboard в 2007 году, когда его спросили об истории, стоящей за названием альбома, Rakim сказал:
Число 7 имеет большое значение. Седьмая буква английского алфавита — «G», это означает «Господь». На Земле семь континентов, семь морей. The Seventh Seal (с англ. — «Седьмая печать») связан как раз с этим, а также с некоторыми откровениями в Библии. Некоторые называют это концом света, но для меня это конец старого и начало нового. Я назвал свой альбом так, поскольку я использую его образно в хип-хопе. Я надеюсь убить старое состояние хип-хопа и начать с нового.
В интервью в начале 2009 года, когда его спросили о новом поколении фанатов хип-хопа, Rakim сказал:
Я не согласен с тем, что новое поколение ищет что-то отличное от того, что мы всегда искали. Они хотят взрывные хиты, которые заставляют их разминать шею; либо они хотят треки, которые поместят их в зону, где они могут сесть и расслабиться. Дамы хотят чего-то, что заставляет их чувствовать себя сексуальными и любимыми. И каждый хочет чего-то, что заставляет их немного поразмыслить - по крайней мере, иногда. Каждое поколение хочет этот настоящий хип-хоп. И мне всегда удавалось это донести.
В другом интервью для журнала Billboard в 2009 году он заявил:
Печати взяты из Библии - Откровения и пришествие Апокалипсиса. Но Ислам, Иудаизм, Христианство - у всех есть версия тех же самых событий. Лев Иуды разбивает семь печатей одну за другой, каждая из которых передаёт знание и причиняет катастрофу, заканчиваясь семью трубами, объявляющими конец времени. После Апокалипсиса Бог восстаёт из пепла, чтобы воссоздать Царство, забрав с собой только величайшие элементы прошлого. Когда вы смотрите на хип-хоп, я хочу сделать это: выплюнуть огонь и извлечь максимум из пепла, чтобы построить наше королевство; чтобы распознавать все региональные стили, сознательную лирику, треки, андеграунд, мейнстрим, то, как мы относимся друг к другу. Избавиться от мусора и перестроить нашу сцену. Я всегда пытался вставить сознание и духовность в свои записи, интерпретируя труды всех культур и религий и то, как они относятся к жизни в наше время.
В другом интервью для журнала Billboard в ноябре 2009 года Раким сказал:
«У большинства этого альбома есть тот мелодичный нью-йоркский звук - я просто пытался сделать его хорошим, показать Нью-Йорк во всём его великолепии», - говорит он. «Вот почему я написал такие песни, как «Euphoria», с [нью-йоркскими рэперами] Jadakiss, Busta Rhymes и Styles P - я хотел убедиться, что наше присутствие будет ощущаться».

## Приём критиков
| Совокупная оценка | Совокупная оценка |
| Источник          | Оценка            |
| ----------------- | ----------------- |
| Metacritic        | 59/100            |
| Оценки критиков   |                   |
| Источник          | Оценка            |
| About.com         | [ 14 ]            |
| Allmusic          | (favorable)       |
| The A.V. Club     | (C)               |
| Los Angeles Times | [ 17 ]            |
| Pitchfork Media   | (5.6/10)          |
| PopMatters        | (4/10)            |
| Slant             | [ 20 ]            |
| Spin              | [ 21 ]            |
| Time Out          | [ 22 ]            |
| Village Voice     | (смешанный)       |
| Robert Christgau  | [ 24 ]            |

The Seventh Seal получил смешанные отзывы от музыкальных критиков. В своём обзоре для AllMusic, журналист Дэвид Джеффрис заявил, что «Долгожданному третьему альбому от Ракима потребовалось десять лет, но оголтелые фанаты должны быть предупреждены, что это не тот случай, когда „десять лет ушли на процесс создания“. Ничто здесь не старше двух лет, поэтому ни один из неизданных треков Доктора Дре, на которые фанаты надеялись, не включён, но скорее всего им здесь не место. Поскольку большинство песен сосредоточено на припеве, The Seventh Seal стремится соединиться с аудиторией 2009 года и привлекает вокалистов, таких как Maino, а также таких продюсеров, как Nottz, Needlz и Jake One, чтобы выполнить свою работу. Сам Раким находится в прекрасной форме, показывая текущему поколению „How to Emcee“ с такими строками, как „В классе величия/Для соответствующих фраз/Мои предикаты последние для страниц“. „Documentary of a Gangsta“ — своего рода хладнокровная история улиц („Он получил медали за войну/Он ветеран/Но теперь он приносит деньги/Больше, чем когда-либо“), на которых строилась карьера Ракима, и когда вы добавляете эту незатронутую, непринуждённую доставку, все части соберутся вместе. С очень многими другими треками, склонными к припеву, те, кто надеется на возвращение к жёсткому стилю, будут разочарованы, но это классический рэпер со всеми его неповреждёнными навыками, находящий свой путь в новом тысячелетии.».
Крис Мартинс из The A.V. Club написал: «Легендарный рэпер золотой эры хип-хопа Раким открывает свой первый альбом за последние десять лет с „How To Emcee“ и с сожалением говорит: „Это твой Коран или Библия/Быть настоящей иконой MC или идолом/Содержание, которое ты вкладываешь в свои песни, жизненно важно“. Быть когда-то одним из крупнейших новаторов жанра не является достаточным основанием для того, чтобы пройти мимо модных тенденций в будущем.».
В своём обзоре для Los Angeles Times, журналист Джефф Вайс заявил, что «„The Seventh Seal“ уничтожен своим шаблонным продакшеном — повторяющиеся модели барабанов, предсказуемые линии пианино и антисептическая студийная техника. 41-летний подросток пытается направить свирепость своих рифм эпохи Рейгана, уравновешивая духовную сторону («Man Above») и склонность к романтику («You & I», «Psychic Love», «Still in Love»). Конечно, есть несколько лучших формалистов, чем Раким, и когда музыка соответствует мастеру («Holy Are U», «How to Emcee»), альбом достигает уже давно разреженных высот. К сожалению, слишком часто Бог звучит как простой смертный.».
Журнал Pitchfork Media заявил, что «… Новый альбом Ракима должен быть грандиозным - или, по крайней мере, большим, чем этот… На альбоме много любовных песен, много песен просвещения молодёжи, много упоминаний имени Обамы. Есть одна песня о Боге, другая о искупительной силе музыки. Здесь нет ни одного грубого коммерческого загребания денег».
Лондонская газета Time Out написала: «Крёстный отец золотой эры хип-хопа, безусловно, заслужил право поздравлять себя, но предыдущие альбомы, которые он сделал после расставания с Эриком Би („The 18th Letter“ 1997 года и „The Master“ 1999 года), обнаружили, что Раким слишком сильно почивает на лаврах. В то время как сингл „Holy Are You“ потворствует своему мессианскому комплексу, а клинический „How to Emcee“ предлагает самодовольный урок Rhyming 101, в другом месте Rakim теряет личность „God MC“ и надевает обувь обычного человека. На „Workin' for You“ он рифмует с точки зрения уличного торговца, мотивированного желанием обеспечить свою женщину. Это один из нескольких треков, посвящённых преодолению трудностей: „Dedicated“ о его покойной матери избегает мелодрамы, которая обычно поглощает такие душевные оды — несмотря на семпл песни „Don’t Speak“ группы No Doubt. Нельзя ожидать, что загадка, подобная Ракиму, станет полностью актуальной после столь долгого отсутствия. Но подкреплённый последовательными, если не обязательно умопомрачительными битами, он создал хорошо упорядоченный альбом, который значительно менее устаревший, чем можно было ожидать.».
Роберт Кристгау из The Village Voice прокомментировал: «Основные вещи его специальности («Holy Are You», «Dedicated»)».

## Список композиций
Список композиций был подтверждён Defsounds и Myspace.
| #  | Название                                             | Продюсеры                      | Семплы и примечания | Длительность |
| -- | ---------------------------------------------------- | ------------------------------ | --- | ------------ |
| 1  | «How to Emcee»                                       | Slyce, YSAE                    | Additional vocals by Tracey Horton                                                                                      | 4:13         |
| 2  | «Walk These Streets» (feat. Maino)                   | Needlz                         | Additional vocals by Tracey Horton                                                                                      | 4:04         |
| 3  | «Documentary of a Gangsta» (feat. IQ)                | Soundsmith Productions (Y-Not) | Additional vocals by Keith Alexander Jr. Fogah, Mark Ruglass                                                            | 4:12         |
| 4  | «Man Above» (feat. Tracey Horton)                    | Nottz                          | | 4:26         |
| 5  | «You and I» (feat. Samuel Christian)                 | Samuel Christian, J Wells      | | 4:42         |
| 6  | «Won’t Be Long» (feat. Tracey Horton)                | Jake One                       | Bass, Keys and Guitar by G Koop                                                                                         | 4:49         |
| 7  | «Holy Are U»                                         | Nick Wiz                       | Cuts by Slyce Additional writing by David Axelrod Песня семплирует The Electric Prunes «Holy Are you»                   | 4:06         |
| 8  | «Satisfaction Guaranteed»                            | Neo Da Matrix                  | | 4:26         |
| 9  | «Working for You»                                    | Bassi Maestro                  | Песня семплирует Robert Cray Bands «I Forgot to be Your Lover». Оригинальная песня написана и исполнена Уильямом Беллом | 4:18         |
| 10 | «Message in the Song» (feat. Destiny Griffin)        | Nick Wiz, Lofey                | | 3:52         |
| 11 | «Put It All to Music»                                | Poppa Pill                     | | 4:02         |
| 12 | «Psychic Love»                                       | Nick Wiz                       | | 3:28         |
| 13 | «Still in Love»                                      | Nick Wiz                       | | 2:42         |
| 14 | «Dedicated»                                          | Nick Wiz                       | Песня семплирует «Don’t Speak» by No Doubt                                                                              | 3:35         |
| 15 | «Euphoria» (feat. Styles P, Jadakiss & Busta Rhymes) | Ty Fyffe                       | Эксклюзивный бонус-трек, доступный только через сайт www.rakim.com                                                      | 4:46         |

## Чарты

### Еженедельные чарты
| Чарт (2009)                            | Высшая позиция |
| -------------------------------------- | -------------- |
| США (Billboard 200)                    | 67             |
| США (Billboard Top R&B/Hip-Hop Albums) | 9              |